# Neochauliodes jiangxiensis
Neochauliodes jiangxiensis är en insektsart som beskrevs av C.-k. Yang och Ding Yang 1992. Neochauliodes jiangxiensis ingår i släktet Neochauliodes och familjen Corydalidae. Inga underarter finns listade i Catalogue of Life.